# Аполлон 18 (фільм)
«Аполлон 18» (англ. Apollo 18) — псевдодокументальний фільм жахів 2011 року іспанського режисера Гонсало Лопес-Гальєго та продюсера Тимура Бекмамбетова.
1967 року президент США Річард Ніксон раптом скасував майже всю місячну програму НАСА, зокрема місії «Аполлон», які вже було розплановано і підготовлено. Офіційною причиною називали нестачу коштів у виснаженому війною у В'єтнамі бюджеті, але як запевняють автори цього трилера, причина була в іншому — попередня команда астронавтів «Аполлон-17» зіткнулася з представниками позаземного життя. Для його дослідження на Місяць було відправлено таємну експедицію «Аполлон 18».

## Сюжет
Повідомлення на початку запевняє, що фільм нібито змонтовано з секретних кіноматеріалів, викладених у 2011 році на сайті www.lunartruth.com. Наведені кадри показують підготовку та перебіг експедиції «Аполлон 18». У грудні 1974 року екіпажу скасованої експедиції «Аполлон 18» повідомляють, що політ на Місяць відбудеться, проте як таємна місія міністерства оборони США. Їхня мета — розмістити на Місяці систему раннього виявлення можливої ракетної атаки СРСР. Командир Нейтан Вокер, пілот місячного модуля Бенджамін Андерсон і пілот командного модуля Джон Грей стартують і згодом готуються висадитися біля південного полюса супутника Землі.
Грей лишається на орбіті Місяця в командному модулі «Фрідом», а Вокер з Андерсоном спускаються на модулі «Ліберті». Астронавти виходять на поверхню, де встановлюють прапор США, розміщують детектори PSD5 для відстеження радянських ракет і беруть зразки місячного ґрунту. Невдовзі радіоапаратура фіксує сторонні шуми, а кінокамера знімає непомічений астронавтами рух каменя. З Г'юстона передають, що шуми — це радіоперешкоди від детекторів.
Астронавти повертаються в «Ліберті» та лягають спати. По пробудженню Андерсон знаходить на підлозі камінь і думає, що Вокер без дозволу чіпав зразки місячних порід. Вийшовши вдруге з модуля, астронавти знаходять людські сліди, що приводять до покинутого радянського апарата «Протон». Офіційно СРСР не висаджували людей на Місяць, тож Вокер з Андерсоном оглядають апарат. Він виявляється пошматованим зсередини, проте в робочому стані. Шукаючи радянського пілота, Нейтан спускається в темний кратер. Освітлюючи шлях фотоспалахом, Нейтан натрапляє на висохлий труп радянського космонавта та витягує його з кратера. Обстеження показує, що шолом космонавта розбитий, а всередині скафандра опинилося каміння.
Наступного разу, поки астронавти сплять, щось вдаряється об їхній модуль. Встановлений ними прапор безслідно зникає. Із Землі повідомляють, що місію завершено, тож екіпаж готується покинути Місяць, але щось пошкоджує «Ліберті». Думаючи, що це влучив метеорит, Вокер виходить з модуля та бачить, що місячний модуль перевернувся, а навколо з'явилися дивні сліди. Вокер помічає як в його скафандр проникла якась істота й непритомніє. Андерсон знаходить товариша й забирає його до модуля. Отямившись, той не пам'ятає що сталося, але виявляється поранений. З рани вдається дістати камінь, що раптом розпадається на друзки. Зв'язок з Землею та командним модулем зникає.
Андерсон припускає, що справжня місія «Аполлона 18» полягала в спостереженні за місячними формами життя, виявленими попередньою експедицією. Астронавти роблять висновок, що PSD5 і є джерелом перешкод, тому вирішують демонтувати детектори. Вони вирушають туди на місячному ровері, та по прибуттю бачать, що детектори знищені. Тим часом Вокер потерпає від занесеної в рану інфекції, його очі червоніють, судини стають чорними, він робиться дратівливим.
Вночі кінокамера фіксує рух всередині «Ліберті» — зібрані зразки порід виявляються павукоподібними істотами, що мімікрують під камені. Вокер, помітивши це, лютує й намагається розбити камери молотком. Він випадково робить пробоїну в стінці «Ліберті», через що втрачається повітря. Астронавти вирішують взяти запас повітря з радянського модуля. Поки вони їдуть туди на ровері, Вокер намагається вискочити, щоб інфекція не потрапила з ним на Землю. Прагнучи його спинити, Андерсон втрачає керування, ровер перевертається.
Отямившись після аварії, Андерсон знаходить Вокера біля кратера. Той повторює, що йому не можна повертатися, коли зненацька щось затягує його в кратер. Андерсон поспішає на допомогу та бачить, що кратер наповнений павукоподібними істотами. Андерсон тікає до радянського модуля, звідки виходить на зв'язок з радянським центром управління польотами, який з'єднує його з Міністерством оборони США. Заступник міністра повідомляє Андерсону, що астронавт імовірно заражений і йому не можна повертатися. Грей зв'язується з Андерсоном і вони обраховують траєкторію повернення на «Фрідом». Коли Андерсон готується до запуску радянського модуля, зовні виникає Вокер і намагається силоміць проникнути всередину. Проте місячні павуки вже опинилися в скафандрі Вокера і той гине.
Андерсон запускає посадковий модуль до «Фрідом», коли Грею передають з Землі, що Андерсон заражений, і наказують перервати рятувальну операцію. В разі відмови йому погрожують перервати зв'язок, що зробить повернення на Землю неможливим. Однак Грей наважується порушити наказ, щоб врятувати товариша. В цей час через невагомість предмети в посадковому модулі злітають і Андерсон бачить, що місячні павуки проникли всередину. Істоти накидаються на Андерсона, він втрачає керування модулем, який тараниться у «Фрідом».
Кадри «офіційних досьє» повідомляють, що астронавти «Аполлона 18» загинули на Землі в низці аварій, а їхні тіла не були виявлені. В епілозі говориться, що багато зразків місячного ґрунту, доставлених попередніми місіями «Аполлон», вкрадені або загублені, чим натякається, що насправді це були місячні павуки, котрим вдалося втекти.
Додаткові три альтернативні фінали, наявні і DVD-виданні фільму, показують загибель Андерсона, оточеного павуками, або його божевілля внаслідок інфекції. Четвертий фінал зображає падіння місячного модуля з Андерсоном на поверхню Місяця. Четвертий фінал пояснює, що Грей вижив і успішно повернувся на Землю. Там йому розповідають, що справжньою метою експедиції було захопити зразок інфекції аби використати її для створення біологічної зброї проти СРСР.

## В ролях
| • Ллойд Овен    | … | командир екіпажу Нейтан «Нейт» Вокер                        |
| • Ворен Крісті  | … | Бенджамін «Бен» Андерсон (пілот місячного модуля «Ліберті») |
| • Райан Роббінс | … | Джон Грей (пілот командного модуля «Фрідом»)                |

## Виробництво
В інтерв'ю Entertainment Weekly, голова Dimension Films (дистриб'ютора цього фільму) Боб Вайнштейн заперечив думку про те, що фільм художній, заявивши, що «ми нічого не придумували, ми знайшли це». Ця заява була зустрінута зі скептицизмом. У НАСА відгукнулися, що місія «Аполлон 18» зазначалася тільки в графіку запланованих польотів, але ніякої практичної реалізації не отримала. На те був цілий комплекс причин, головна з яких — це фактична перемога США над СРСР у здійсненні пілотованих польотів на Місяць, а тому зменшення фінансування космонавтики. Якби «Аполлон 18» був реальним, то його екіпажем став би резервний екіпаж «Аполлона 15», командувати яким мав Річард Гордон; Гаррісон Шмітт виступив би пілотом місячного модуля; а Венс Бранд пілотом командного модуля. Астронавтів з іменами Андерсон, Вокер або Грей ніколи не бувало обрано до складу астронавтів НАСА. Більш того, НАСА надали творцям фільму право використовувати реальні кадри місячних місій задля більшої правдоподібності.

## Оцінки й відгуки
Фільм зібрав 23 % позитивних відгуків на Rotten Tomatoes і середню оцінку 5.2/10 на IMDb.
Згідно з Беном Кендріком зі «Screenrant», фільму не вдається створити напругу, адже всі нечисленні жахливі моменти дуже передбачувані, тож «глядачі змушені спостерігати як розгортається серія нестрашних і нецікавих подій», знятих на кінокамеру невідомо чому. «В результаті, рекомендувати „Аполлон 18“ комусь, крім найстійкіших шанувальників жанру знайденої кіноплівки, практично неможливо — оскільки фільм не відповідає майже всім вимогам напруженого та приємного проведення часу в театрі».
Девід Едельстейн із «The Vulture» охарактеризував фільм: «Тут іде суміш похмурої науково-фантастичної холодної війни, інопланетної параної та новомодного псевдодокументального монтажу. Два нецікаві астронавти сідають на Місяць, тоді як ще один нецікавий астронавт обертається навколо нього… Вам хочеться перемотати до монстра, якщо він є».
Ренді Шаффер з IGN писав, що «Фільм має дуже реалістичний вигляд. Шкода, що це все витрачено на безладні, непривабливі кадри… „Аполлон 18“ — один із перших фільмів, які я бачив, де мотив знайденої кіноплівки працює цілком проти оповіді… Хто взагалі знайшов футаж? З місії ніхто не повернувся, і ми нікого більше не відправили в космос [за ним]. Може, це впало з небес, неушкодженим?». Разом з тим він схвально відгукнувся про близько 25 хвилин додаткових матеріалів у DVD-виданні, що дозволяють скласти враження яким фільм міг би бути.